# スズキ・XL6
XL6（エックスエルシックス）は、スズキが製造・販売しているクロスオーバーSUVである。

## 概要
2019年8月21日、マルチ・スズキ・インディアが、「XL6」を発表した。
2022年4月21日、一部改良し、販売チャネルNEXAの新しい「Crafted Futurism」デザイン言語を導入。フロントには「Xバー」を備えた新しいグリルを採用。
2022年10月31日、CNG仕様のXL6 SｰCNGを発表。圧縮天然ガス使用時が87.83 ps/121.5 N·m、ガソリン使用時が100.61 ps/136 N·mとなる。トランスミッションはMTのみである。